# Célibataires... ou presque
Pour plus de détails, voir Fiche technique et Distribution.
Célibataires… ou presque, (That Awkward Moment), est une comédie romantique britannico-américaine écrite et réalisée par Tom Gormican sortie en 2013.

## Synopsis
Trois jeunes new yorkais se sont promis de rester célibataires, jusqu'au moment où l'un d'entre eux va tomber amoureux.
Jason est assis sur un banc dans la ville de New York en attendant que quelqu'un arrive. Une voix off explique qu'il attend depuis longtemps, mais afin d'expliquer pourquoi, il a besoin de revenir au début. Jason commence par dire au public que toute relation atteint le moment « Alors… ». À ce moment, Jason sait que la relation est terminée, comme il n'est pas prêt à commencer à se projeter. Jason travaille actuellement avec son meilleur ami Daniel dans une maison d'édition de livre de conception. Leur ami Mikey, un jeune médecin qui a été marié à Vera depuis la fin de l'université, les retrouve. Les trois amis décident d'aller dans un bar pour célébrer leur vie de célibataire. Le groupe rencontre des femmes tout en essayant d'aider Mikey à oublier son épouse, qui a demandé le divorce.

## Fiche technique
- Titre original : That Awkward Moment
- Titre francophone  : Célibataires… ou presque
- Réalisation : Tom Gormican
- Scénario : Tom Gormican
- Direction artistique : Ethan Tobman (en)
- Costumier : Anna Bingemann
- Photographie : Brandon Trost
- Montage : Papier Shawn, Greg Tillman
- Musique : David Torn
- Production : Justin Nappi, Andrew O'connor (en), Scott Aversano (sv), Kevin Turen, Zac Efron
- Sociétés de production : Aversano Films, Treehouse Pictures et What If It Barks Films
- Société(s) de distribution : Focus Features (États-Unis ; cinéma) ; Sony Pictures Home Entertainment (États-Unis ; vidéo)
- Budget : 8 000 000 $
- Pays d’origine :  Royaume-Uni et  États-Unis
- Langue originale : anglais britannique et américain
- Format : couleur - 35 mm - 2,35:1 - Son Dolby numérique
- Genre : Comédie romantique
- Durée : 94 minutes
- Dates de sortie :
  - États-Unis : 9 décembre 2013 (avant-première à (Los Angeles) ; 27 décembre 2013 (sortie nationale)
  - France : 4 novembre 2015 (directement en DVD)

## Distribution
- Zac Efron (VQ : Nicolas Charbonneaux-Collombet) : Jason
- Imogen Poots (VQ : Stéfanie Dolan) : Ellie
- Miles Teller (VQ : Alexandre Fortin) : Daniel
- Michael B. Jordan (VQ : Éric Bruneau) : Mikey
- Mackenzie Davis (VQ : Kim Jalabert) : Chelsea
- Jessica Lucas (VQ : Véronique Marchand) : Vera
- Addison Timlin (VQ : Sarah-Jeanne Labrosse) : Alana
- Josh Pais (VQ : François Sasseville) : Fred
- Evelina Turin : Sophie
- Karen Ludwig (en) : Mme Rose
- Tina Benko (en) : la mère d'Ellie
- Joseph Adams : le père d'Ellie
- Lola Glaudini : Sharon (Boss)
- John Rothman : le père de Chelsea
- Barbara Garrick : la mère de Chelsea
- Raul Casso : Diego le pianiste
- Kate Simses : Glasses
- Tom Gormican : Walter
- Emily Meade : Christy
- Alysia Reiner : Amanda Silverman

Source et légende : version québécoise (VQ) sur Doublage.qc.ca

## Box-office
- États-Unis : 53 068 955 $[réf. nécessaire]